# Tourismusmanagement
Tourismusmanagement bezeichnet die Führungsaufgaben in betriebs-, verbands- und gebietskörperschaftlichen Organisationen, die Leistungen für potenzielle Nachfrager von touristischen Leistungen vermarkten.

## Definition
Nach der Definition von Ulrich wird als Management die Gestaltung und Lenkung zweckorientierter sozialer Systeme verstanden. Auch der Tourismus kann als ein solches System verstanden werden, das mit marktlichen und gesellschaftlichen Teilöffentlichkeiten in engen wechselseitigen Austauschbeziehungen steht. So gehen beispielsweise von der Umwelt Einflüsse auf das touristische System aus, wie die Veränderung der Werthaltungen der Bevölkerung, durch die das Verhalten der Touristen maßgeblich geprägt wird.
Das Tourismusmanagement ist unter anderem verantwortlich für
- die Verbesserung der Konzepte und Geschäftsmodelle
- die Entwicklung neuer Ertragsmodelle und die Ertragssteuerung
- die Einbeziehung neuer Kommunikationsmittel/-wege in das Unternehmen
- die Entwicklung neuer Produkte/Produktdifferenzierung
- Strategien für die Bearbeitung neuer Märkte

Die Besonderheit am Tourismusmanagement ist, dass es aus drei verschiedenen "Lehren" besteht. Das Tourismusmanagement muss nämlich die allgemeine Betriebswirtschaftslehre, allgemeine Managementlehre und die Tourismuslehre miteinander vereinen, um erfolgreich zu sein. Jedoch können fast alle Konzepte der allgemeinen Managementlehre auf den Tourismus übertragen werden. So ist das Tourismusmanagement eine spezielle Managementlehre, die sich mit den Besonderheiten der einzelnen Tourismusbetriebe sowie der Führung dieser Betriebe beschäftigt.

## Hochschulen
Mehrere Hochschulen bieten Studiengänge im Bereich Tourismusmanagement an:
- accadis Hochschule Bad Homburg
- Baltic College
- Karlshochschule International University Karlsruhe (ehem. Merkur internationale FH Karlsruhe)
- Technische Hochschule Deggendorf
- Fachhochschule für Wirtschaft Berlin
- SRH Fernhochschule
- Hochschule für Technik und Wirtschaft des Saarlandes
- Hochschule Fresenius
- Hochschule Harz
- Fachhochschule Worms
- Hochschule Rhein-Waal
- Hochschule Bremen
- Ostfalia Hochschule für angewandte Wissenschaften
- Fachhochschule Westküste
- Hochschule für angewandte Wissenschaften München
- Universität Salzburg
- Hochschule für angewandte Wissenschaften Kempten
- IST-Hochschule für Management
- IU Internationale Hochschule
- Hochschule Heilbronn
- Leuphana Universität Lüneburg
- Technische Universität Dresden
- Hochschule Zittau/Görlitz
- EBC Hochschule
- Katholische Universität Eichstätt-Ingolstadt,
- Fachhochschule Salzburg
- Hochschule für nachhaltige Entwicklung Eberswalde – Masterstudiengang Nachhaltiges Tourismusmanagement
- Hochschule für angewandtes Management
- IMC Fachhochschule Krems